# Bkerké
Bkerké (en arabe, بكركي ) est une localité du Liban située à 25 kilomètres au Nord de Beyrouth. Elle est le siège de l’Église maronite depuis 1823.
Le siège du Patriarcat maronite était situé initialement à Antioche. Il est déplacé d'abord au monastère de Saint-Maron, le long de l'Oronte et sur différents sites du mont Liban, comme Kfarhay, Yanouh, Mayfouk, Lehfed, Habeel, Kfifane, Al Kafr, et Hardeen dans la région de Byblos. Puis à nouveau déplacé à Qannoubine dans la vallée de Qadisha en raison de persécutions, le siège y sera conservé entre 1440 et 1823. Après quoi c'est le site de Dimane qui est choisi et, en 1830, Bkerké. Aujourd'hui, Dimane est résidence d'été et Bkerké résidence d'hiver du patriarche.

## Liens Externes

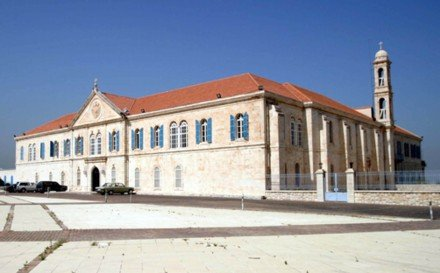
Patriarcat Maronite

- Bkerke
- History Of Bkerke
- Bkerke Court Documents